# Гольденберг Ісаак Абрамович

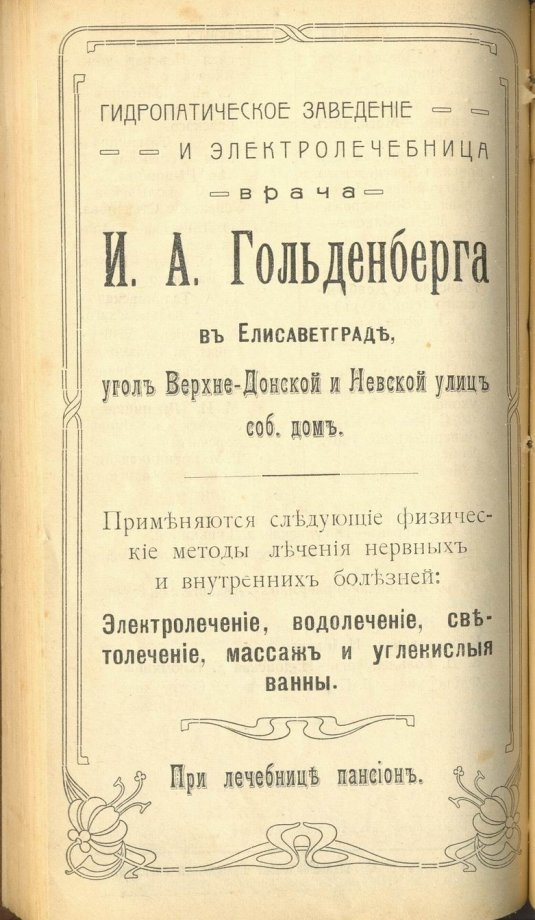
Реклама водолікарні Гольденберга, 1911

Гольденберг Ісаак Абрамович — доктор, лікар-невропатолог, секретар Медичного Товариства, засновник першої в Єлисаветграді (тепер Кропивницький) водолікарні, яка є однією з найвідоміших історичних споруд міста, побудована наприкінці XIX століття за проектом відомого архітектора Якова Паученка. Будівля зведена на особисті кошти лікаря та його дружини Іди, яка тримала у цьому ж будинку винні погреби.
Ісаак Гольденберг використовував у лікуванні нервових хвороб найпрогресивніші на той час фізіотерапевтичні методи: лікувальні ванни, аеротерапію, ультрафіолетове опромінення, електрофорез і т.п. Здравниця мала у розпорядженні нове на той момент європейське медичне обладнання. Лікарня завжди була популярна у профілактиці та лікуванні захворювань як у місцевого населення, так і приїжджих з різних куточків країни. Зараз в будівлі знаходиться міська лікарня №3.